# 安宁 (官员)
安宁（约1700年代—1762年），又称安凝，尤姓，字穆齋，內務府漢軍正黃旗人（属内务府正黄旗汉姓满洲旗人），乾隆时期官员。

## 生平
雍正七年（1729年）拔贡生，后以哈哈珠子挑为侍卫。雍正十三年（1735年），为三等侍衛，升御前二等侍衛。乾隆二年（1737年），管理右翼稅務。乾隆四年，任長蘆鹽政，蘇州織造，兼管滸墅關稅務。乾隆五年、七年、十年、二十六年三月与十二月，五任江蘇布政使（载《苏州府志》）。乾隆帝说过：“安宁原系侍卫，在内行走，随侍有年。因其颇能向上，犹可造就，用为江苏布政使。”当代研究者认为，可见他颇受乾隆帝信赖。在苏州任职期间，他为乾隆帝照管过汉籍妃嫔——怡嫔、慶貴妃的娘家。
乾隆九年，丁母憂。乾隆十年（1745年），任江蘇布政使。乾隆十一年至十三年（1746-1748），署理江蘇巡撫（载《钦定八旗通志：各省巡抚》卷340），兼滸墅關監督。乾隆十三年（1748年），安宁因举孝贤皇后丧事不哀，复“罔顾官箴，置本处女子为妾”而遭谴，回侍卫上行走。返京后，他又遭巡抚策楞与苏州织造图拉奏参侵蚀关税，被查封家产。乾隆帝复宽免死罪，派其往热河效力。
乾隆十五年，署直隸熱河兵备道（乾隆五年设）。乾隆十七年，內務府佐領銜、蘇州織造，兼管滸墅關稅務。乾隆二十一年（1756年），丁父憂。乾隆二十二年，失察家人舞弊，降內務府主事，仍革职留任。同年九月，慶貴妃（时为慶嬪）的父亲陸士龍捐納縣丞，欲赴部候選。安寧認為「捐納縣丞， 似非在地方生事可比，祇行奏明，遂令其赴部」。乾隆帝聞知後責備安寧「失於覺察，致伊凂人代捐官職，及至聞知，又復不能阻其赴補」。乾隆二十六年，任江蘇布政使、蘇州織造。乾隆二十七年（1762年），內大臣銜。同年九月，因管关家人侵蚀关税，遭陈宏谋弹劾，削去所有职衔，不久后过世。
乾隆十二年（1747）在苏州沧浪亭設立了乾隆帝的御書石碑（载《滄浪亭新志》卷4，1929）。

## 家庭
根据乾隆二十五年顺天乡试景德（尤姓，安宁侄子）等同年录整理：
- 太高祖尤世功，陕西榆林人，明万历武举，历官沈阳总兵，官死难，赠少保左读，赐祭建祠，曰憨忠，世袭指挥佥事，载明史。胞兄明朝山海关总兵尤世威、尤世禄，三兄弟以勇敢知名（尤世威列传载《欽定勝朝殉節諸臣錄》、《永平府志：名宦》卷51）。
- 高祖尤見龍。
- 曾祖尤裕，原任筆帖式。“尤裕，正黄旗包衣人，世居遼陽地方，來歸年分無考，原任筆帖式。其子尤邦貴原任護軍校。孫豐勝額現任牛羊群總管。曾孫安寧現任御前侍衛、江蘇布政使，尤拔士現任知府”（据《八旗滿洲氏族通譜》卷77）。妻杨氏、何氏。
- 祖父尤邦貴或尤邦桂，原任護軍校或骁骑校。妻佟氏、李氏。
- 父豐盛額，東陵總管內務府大臣。妻朱氏、金氏。
- 兄弟：
  - 兄尤拔世（又尤拔士，字敬思，c.1700s-?），安徽鳳陽府知府，江西九江关监督、办理御窑务，粤海关监督（乾隆二十四年至二十七年）、两淮盐政（乾隆三十三年（1768）任）。其给乾隆帝的奏折引发了“两淮盐引案”（见高恆）。其子一長齡；孙女尤佳氏，側福晉嫁定恭親王綿恩（父定安親王永璜即乾隆帝长子（母哲憫皇貴妃富察氏）；綿恩子定端親王奕紹，繼福晉楊佳氏（父正黃旗漢軍、 江蘇巡撫楊魁，曾祖四川巡撫楊馝，高祖山東巡撫楊廷耀））。子二内务府笔帖式舒通，孙德興、五格。
  - 弟安泰，雍正已酉年拔贡，内务府都虞司员外郎。
  - 弟安保。妻护军校李彬之女（胞姊李氏，侧室嫁怡僖親王弘曉之子永蔓）。其子景德，乾隆二十五年顺天乡试举人，娶江南临淮县知县宋文鑑之女，孙儿魁哥。
  - 普庆，内务府拜唐阿。逢泰。
- 子侄还有彭年、炎福、定昌、德楞额。侄孙卢山、德明。
- 胞妹尤氏，原配嫁内务府正白旗汉军、热河总管尚福海（c.1720s-1787）。其：
  - 子尚如慶（母尤氏）。孙女尚佳氏封道光帝之豫嬪。
  - 子尚善慶，内务府员外郎兼佐领（母烏雅氏，其胞兄正黄旗满洲、江宁将军西銘，祖姑母烏雅氏瑪琭封康熙帝之孝恭仁皇后）。孙儿純嘏（c.1790s-1854），内务府庆丰司员外郎兼镶黄旗公中佐领。曾孙道光戊戌（1838）进士延恒，道光庚子（1840）进士延愷；延懌（1830-？），其女尚氏原配嫁正蓝旗汉军科举人、苏州府候补知府胡玉瀛（父光緒二年丙子（1876）恩科進士胡俊章，祖叔父道光三十年（1850年）庚戌科进士吉惠）。
- 妻戴佳氏，镶黄旗满洲、兵部尚书那蘇圖之女，乾隆帝忻貴妃之姐。

## 备注
1. ↑  哈哈珠子为满语，意为男童，是皇子、王公亲贵身边随侍的幼仆。
2. 1 2 3 4  相关原文[2]，节选自黄丽君《乾隆皇帝的民人嫔妃》[3]。